# 竹南運動公園
苗栗竹南運動公園，簡稱竹南運動公園，是一座位於台灣苗栗縣竹南鎮的公園。
總面積13.99公頃、相連的頭份運動公園3.35公頃，加總約17.34公頃。公園設施包含：
- 4座籃球場。
- 11座網球場。
- 400公尺操場和田徑場。
- 李科永紀念圖書館，原為企業家捐助的體育資料館。
- 鎮立游泳池，斥資台幣6000萬元左右，是一座符合國際比賽規格的游泳地。

園內也有如兒童遊樂場、健康步道、生態湖等設施。曾有4座極限運動運動場，後因設施毀損而拆除。

## 活動
- 2011年臺灣燈會在竹南運動公園舉辦，創下入場八百零九萬人的紀錄，國內外媒體皆有報導。

- 苗栗縣政府主辦「苗栗縣縣長盃兒少權益宣導三對三籃球鬥牛賽」賽事場地。

- 民視曾來此拍攝八點檔《夜市人生》。

- 每逢聖誕節會於此舉辦「苗栗音樂佳餚節」。[1]

- 2027年臺灣燈會，預計於2月20日至3月7日，將再次於此舉辦。[2]